# Mitromorpha iozona
Mitromorpha iozona é uma espécie de gastrópode do gênero Mitromorpha, pertencente a família Mitromorphidae.